# Onthophagus pusillus
Onthophagus pusillus es una especie de insecto del género Onthophagus, familia Scarabaeidae, orden Coleoptera.

Fue descrita científicamente por Fabricius en 1798.